# Los Cinco se divierten
Los Cinco se divierten es un libro de la escritora británica Enid Blyton escrito en 1955. Corresponde al 14º libro de la colección de Los Cinco. En esta ocasión, se produce el retorno a las vacaciones en Kirrin.

## Argumento
Los Cinco regresan a Villa Kirrin de nuevo; sin embargo, la llegada de Berta, la hija de un compañero de tío Quintín, alterará todos los planes. Han amenazado con secuestrarla. Para confundir a los secuestradores, la  disfrazan de chico, cortándole el pelo y poniéndole ropa masculina.
Quintín y Fanny tienen que marcharse unos días. Mientras están fuera, los secuestradores atrapan a Jorge por error. Para alejar a los secuestradores de Berta, la visten de chica y la envían con la prima de Juana. Además de informar a la policía, los hermanos y Jo deciden realizar una investigación, en la que encuentran varias pistas dejadas por Jorge, así como un trozo de papel con la palabra "gringo" escrita. Jo sabe que hay una feria llamada la Feria de Gringo, y conoce a Spiky, que trabaja allí. Éste les muestra la caravana de Gringo, donde encuentran la bata de Jorge.
Spiky les dice a los niños que Gringo se ha marchado con su coche, así que buscan a Jim, el chico que trabaja en el Garaje Kirrin, que telefonea a sus compañeros de otros pueblos para ver si ha pasado el coche de Gringo por allí. Así le dicen que lo han visto en Twining. Julián y Dick van allí a investigar con Tim, encontrando a Jorge en una casa encerrada. Sin embargo, son capturados, y Jo, que los seguía a distancia, los libera y avisan a la policía.

## Personajes
- Los Cinco: Julián, Dick, Jorge, Ana y Tim.
- Jo (amiga y compañera de aventuras)
- Spiky (feriante)
- Berta Wright (hija de Elbur Wright)
- Sally (perrita de Berta)
- Elbur Wright (Científico amigo de Quintin)
- Jim (Chico que trabaja en el Garaje Kirrin)
- Juana (Fantástica cocinera)
- Fanny Kirrin
- Quintin Kirrin
- Mr Gringo (gangster)

## Lugares
- Villa Kirrin
- Isla de Kirrin
- Twining Village